# Orchistoma pileus
Orchistoma pileus är en nässeldjursart som först beskrevs av René-Primevère Lesson 1843.  Orchistoma pileus ingår i släktet Orchistoma och familjen Orchistomidae. Inga underarter finns listade i Catalogue of Life.